# Bleomycin-Elektrosklerotherapie

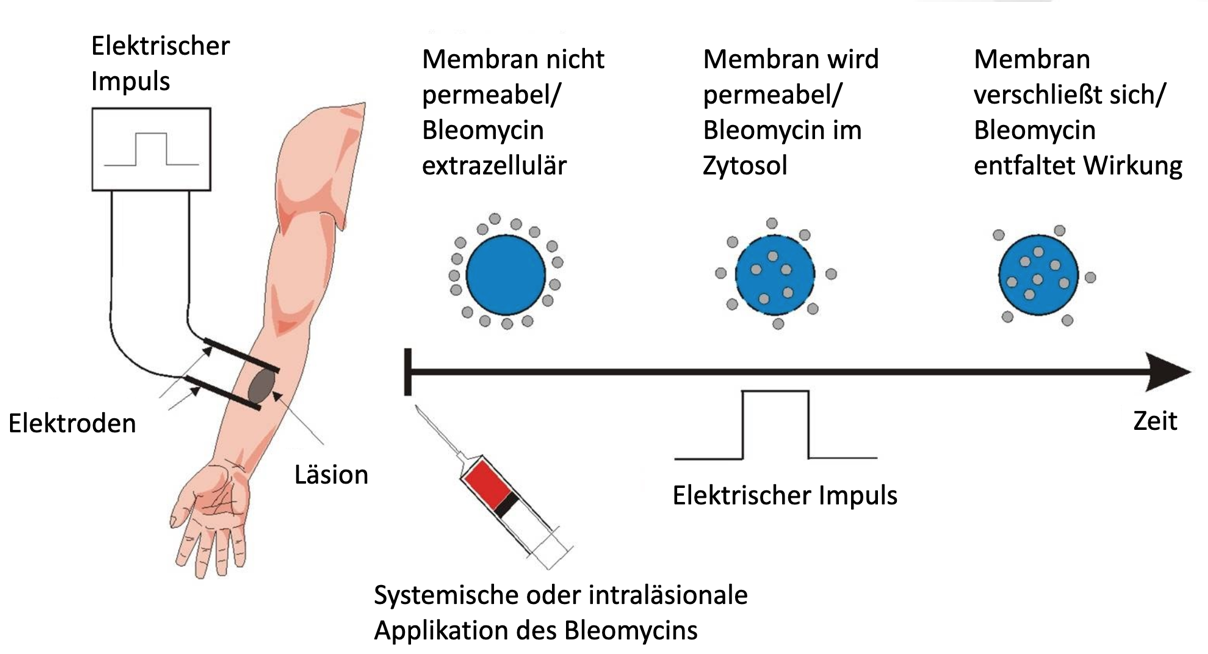
Grundprinzip BEST

Die Bleomycin-Elektrosklerotherapie (kurz BEST) ist eine experimentell praktizierte Kombinationstherapie des zur Verödung von Gefäßen eingesetzten Bleomycins mit reversibler Elektroporation. Für die bessere Wirksamkeit als die alleinige Therapie mit Bleomycin gibt es noch keine gesicherten wissenschaftliche Erkenntnisse.
Bleomycin ist ein zytostatisch wirksamer Arzneistoff, der in der Behandlung von Krebserkrankungen und als Verödungsmittel (Sklerosierungsmittel) bei Gefäßfehlbildungen eingesetzt wird. Bleomycin wurde ursprünglich in den 1960er-Jahren aufgrund seiner zytotoxischen und antibiotischen Eigenschaften in Japan entdeckt. Später wurde festgestellt, dass Bleomycin auch eine starke sklerosierende Wirkung hat und im Vergleich zu anderen Sklerosierungsmitteln weniger Nebenwirkungen hat. Bleomycin ist eines der am häufigsten verwendeten Sklerosierungsmittel für venöse und lymphatische Gefäßmalformationen.
Die Bleomycin-Elektrosklerotherapie besteht darin, lokal das Sklerosierungsmittel Bleomycin abzugeben und kurze elektrische Hochspannungsimpulse an den zu behandelnden Bereich anzulegen, was zu einer lokalen und vorübergehend erhöhten Permeabilität der Zellmembranen führt, wodurch die intrazelluläre Konzentration von Bleomycin um einen Faktor von bis zu mehreren Tausend erhöht wird. Präklinische Studien deuteten außerdem darauf hin, dass die Elektroporation in Kombination mit Bleomycin die Barrierefunktion des Endothels durch Wechselwirkung mit der Organisation des Zytoskeletts und der Integrität der Verbindungsstellen beeinträchtigt. Dies kann zu einer Extravasation, einem interstitiellen Ödem und einem gewünschten Zusammenbruch der Gefäßstrukturen führen.
Das Verfahren wurde als Elektrochemotherapie von Hauttumoren erforscht und erstmals 2017 bei Gefäßmalformationen eingesetzt. Erste Berichte zeigten, dass die Verwendung von Bleomycin in Kombination mit reversibler Elektroporation den Sklerosierungseffekt möglicherweise verstärken kann, selbst bei einer reduzierten Dosis des Bleomycins und einer verringerten Anzahl von Sitzungen im Vergleich zur Standard-Bleomycin-Sklerotherapie. Im Jahr 2020 zeigte eine retrospektive Studie bei 17 Patienten mit venösen Malformationen, die nicht auf frühere invasive Therapien ansprachen, eine Abnahme des auf MRT-Bildern gemessenen Läsionsvolumens um durchschnittlich 86 Prozent mit einer klinischen Verbesserung bei allen Patienten nach durchschnittlich 3,7 Monaten und 1,12 Sitzungen pro Patient.